# Tửu Tuyền
Tửu Tuyền (tiếng Trung: 酒泉市, Hán Việt: Tửu Tuyền thị) là một địa cấp thị tỉnh Cam Túc, Cộng hòa Nhân dân Trung Hoa.

## Các đơn vị hành chính
Địa cấp thị Tửu Tuyền có các đơn vị cấp huyện sau:
- Quận Túc Châu (肅州區)
- Thành phố cấp phó địa Ngọc Môn (玉門市)
- Thành phố cấp phó địa Đôn Hoàng (敦煌市)
- Huyện Kim Tháp (金塔縣)
- Huyện Qua Châu (瓜州縣)
- Huyện tự trị dân tộc Mông Cổ Túc Bắc (肅北蒙古族自治縣)
- Huyện tự trị dân tộc Kazakh Aksay (阿克塞哈薩克族自治縣)